# Carl Schuhmann
Carl Schuhmann (født 12. maj 1869, død 24. marts 1946) var en tysk sportsmand, der vandt fire olympiske titler i gymnastik og brydning ved OL i Athen i 1896. Han konkurrerede også i vægtløftning og atletik, dog uden at vinde medaljer. Han er dermed en af blot seks sportsfolk, der har deltaget i fire olympiske sportsgrene.

## OL 1896
Schuhmann, der var en del af Berliner Turnerschaft, var med på det succesrige tyske gymnastikhold, der vandt holdkonkurrencen i disciplinerne reck (hvor det tyske hold var eneste deltager) og parallelle barrer (hvor tyskerne vandt foran to græske hold). Schuhmann vandt den tredje titel i individuel spring over hest. Han deltog også i de individuelle konkurrencer i parallelle barrer, reck, bensving og ringe, men uden samme succes.
Derefter deltog Schuhmann i brydekonkurrencen, som han også vandt, selvom han med 1,58 m var meget lavere og lettere end de fleste af konkurrenterne. I første kamp mødte han Launceston Elliot fra Storbritannien & Irland, der havde vundet en af vægtløftningskonkurrencerne. Schuhmann vandt nemt. I semifinalen gik tyskeren videre uden kamp, og i finalen mødte han Georgios Tsitas fra Grækenland. Kampen trak ud, og efter 40 minutter blev det besluttet, at det var blevet for mørkt til at fortsætte, og kampen blev udsat til næste dag. Morgenen efter lykkedes det efter yderligere 15 minutters kamp for Schuhmann at afgøre kampen til sin fordel.
Han deltog også i vægtløftningskonkurrencerne, hvor han fik en delt fjerdeplads i to-hånds løft. Han delte placeringen med Georgios Papasideris fra Grækenland med resultatet 90,0 kg.
Schuhmann var også blandt de ni deltagere i længdespring. Det eneste der vides om hans placering er, at han ikke endte i top 4. Endvidere blev han nr. 5 i trespring og blandt de tre sidste i kuglestød, hvor syv mand deltog.

## Øvrig karriere
OL 1896 var Schuhmanns største sportslige succes, men han opnåede også flere gode resultater ved den årlige tyske Turnfest. Fra 1898 var han gymnastiklærer i London. Han fortsatte med at være involveret i de olympiske lege, og ved de olympiske mellemlege 1906 var han æresgæst og desuden leder af det tyske hold. Ved OL 1908 i London var han holdattaché for tyskerne, og her oplevede han, at en af hans elever, briten Otto Bauscher, deltog i gymnastikturneringen.
Hans sidste forbindelse med OL var i 1936 ved legene i Berlin, hvor han med til at skabe en gymnastikudstilling samt med til hyldesten for det nyopførte Olympiastadion.